# Edmund William McGregor Mackey

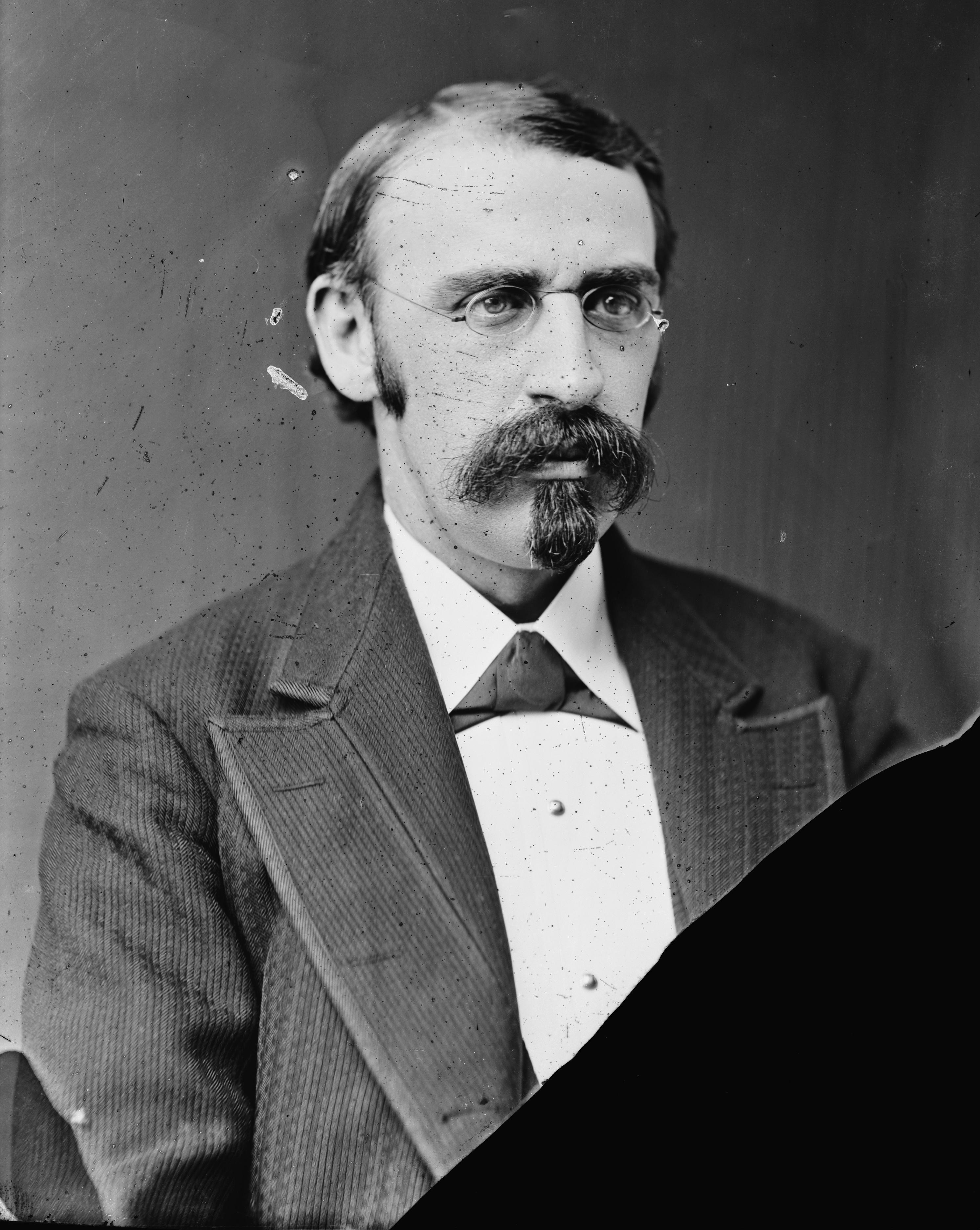
Edmund William McGregor Mackey

Edmund William McGregor Mackey (* 8. März 1846 in Charleston, South Carolina; † 27. Januar 1884 in Washington, D.C.) war ein US-amerikanischer Politiker. Zwischen 1875 und 1876 sowie nochmals von 1882 bis 1884 vertrat er den Bundesstaat South Carolina im US-Repräsentantenhaus.

## Werdegang
Nach einer guten Grundschulausbildung wurde Mackey im Jahr 1865 bei der Steuerbehörde von South Carolina angestellt. Politisch wurde er Mitglied der Republikanischen Partei. Im Jahr 1868 war er Delegierter auf einer Versammlung zur Überarbeitung der Staatsverfassung von South Carolina. Nach einem Jurastudium und seiner im Jahr 1868 erfolgten Zulassung als Rechtsanwalt begann er in Charleston in seinem neuen Beruf zu arbeiten.
Zwischen 1868 und 1872 war er auch Sheriff im Charleston County. Damals saß er mehrfach im Stadtrat von Charleston. Dort gab er 1871 und 1872 die Zeitung „Charleston Republican“ heraus. Im Jahr 1873 war er Abgeordneter im Repräsentantenhaus von South Carolina. 1874 wurde Mackey dann als unabhängiger Republikaner im zweiten Wahlbezirk von South Carolina in das US-Repräsentantenhaus in Washington gewählt. Dort trat er am 4. März 1875 die Nachfolge von Alonzo J. Ransier an. Am 19. Juli 1876 wurde sein Sitz nach einem Wahleinspruch von Charles W. Buttz durch den Kongress für vakant erklärt. Bei der folgenden Nachwahl wurde Buttz dann in den Kongress gewählt.
1877 war Mackey Abgeordneter und Präsident des Repräsentantenhauses von South Carolina. In dieser Zeit kam es zu innenpolitischen Unruhen. Es gab gewalttätige Ausschreitungen, verbunden mit Wahlbetrug, zwischen den Anhängern der Republikanischen und der Demokratischen Partei. Zeitweise mussten Bundestruppen das Parlamentsgebäude bewachen. Dorthin hatten sich die republikanischen Abgeordneten zurückgezogen.
In den Jahren 1872 und 1880 war er Delegierter zu den Republican National Conventions, auf denen Ulysses S. Grant und später James A. Garfield als Präsidentschaftskandidaten nominiert wurden. Von 1878 bis 1881 war Mackey stellvertretender Bundesstaatsanwalt für South Carolina. 1878 kandidierte er erfolglos für seine Rückkehr in den Kongress. Die Wahl gewann Michael P. O’Connor, der 1880 bestätigt wurde. Gegen diese Wahl legte Mackey Widerspruch ein. Inzwischen verstarb O’Connor und Samuel Dibble wurde zu dessen Nachfolger gewählt. Nachdem dann Mackeys ursprünglichem Protest stattgegeben worden war, konnte er das Mandat von Dibble übernehmen. Zwischen dem 31. Mai 1882 und dem 3. März 1883 beendete er die angebrochene Legislaturperiode für den zweiten Distrikt von South Carolina. Bei den Wahlen des Jahres 1882 wurde er im wieder eingerichteten siebten Bezirk erneut in den Kongress gewählt. Am 4. März 1883 trat er dort sein Mandat an. Dort diente er bis zu seinem Tod am 27. Januar 1884. Somit wurde Mackey dreimal in den Kongress gewählt, konnte dort aber nicht eine komplette Amtsperiode absolvieren.